# Comuna Harsikî, Ciornuhî
Harsikî (în ucraineană Харсіки) este o comună în raionul Ciornuhî, regiunea Poltava, Ucraina, formată din satele Bondari, Harsikî (reședința) și Nehrîstivka.

## Demografie
Componența lingvistică a comunei Harsikî
     Ucraineană (96,45%)
     Rusă (3,16%)
     Alte limbi (0,4%)
Conform recensământului din 2001, majoritatea populației comunei Harsikî era vorbitoare de ucraineană (96,45%), existând în minoritate și vorbitori de rusă (3,16%).